# Camp David (Rose)
Camp David ist eine tiefrote Rosensorte. Die Teehybride wurde 1984 von Mathias Tantau jun. hybridisiert.
Die Rosensorte bildet fast schwarze Knospen, die beim Aufblühen zu Karminrot aufhellen. Im Vergleich zu vielen anderen Sorten bleicht die Farbe auch in der Sonne nicht aus. Die Blüten duften leicht und haben einen Durchmesser von etwa 13 cm. Sie behalten ihre geschlossene Form lange und wachsen einzeln stehend, wodurch sie sowohl als Schnittrosen als auch im Garten geschätzt werden. Die Rose ist allerdings nicht in Deutschland auf den Markt gebracht worden und ist in Australien bekannter.
Die robusten Büsche haben eine durchschnittliche Höhe von 1,5 m, sind sehr wetter- und krankheitsbeständig und blühen in Schüben über den Sommer.